# District de Cangshan
Pour les articles homonymes, voir Cangshan.
Le district de Cangshan (仓山区 ; pinyin : Cāngshān Qū) est une subdivision administrative de la province du Fujian en Chine. Il est placé sous la juridiction de la ville-préfecture de Fuzhou.